# HB Chartres
Horizon de Beaulieu Chartres là một câu lạc bộ bóng đá của Pháp, gần đây nhất được gọi là Chartres Horizon. Đội có trụ sở tại thị trấn Chartres và sân vận động của đội là Stade de Beaulieu. Vào tháng 5 năm 2018, câu lạc bộ đã sáp nhập với FC Chartres để tạo thành C'Chartres Football.